# 愚なる妻
『愚なる妻』（おろかなるつま、Foolish Wives）は、ユニバーサル・ピクチャーズがスーパージュエルの傘下で製作・配給し、エリッヒ・フォン・シュトロハイムが脚本・監督を務めた1922年のエロティックなサイレントのアメリカ合衆国の映画である。このドラマには、エリッヒ・フォン・シュトロハイム、ルドルフ・クリスチャンズ、ミス・デュポン、モード・ジョージなどが出演している。 
エリッヒ・フォン・シュトロハイムが監督した第三作目で、同じユニヴァーサルで製作した前二作『アルプス颪』(1919年)、『悪魔の合鍵』(1920年)とともに人妻の情事を扱った同一主題で三部作をなすものと言える。しかし本作は、それに投じられた巨額の製作費、空前の長さ、豪華なセットなど多くの点でハリウッドの常識を破り、また上流階級に対する辛辣な風刺や残酷な描写によって、議論を沸騰させた点で前二作と区別され、当時アメリカ映画で最も異彩を放った作品と評された。
2008年、本作は「文化的、歴史的、または美的に重要である」として、アメリカ議会図書館によってアメリカ国立フィルム登録簿への保存対象に選ばれた。

## ストーリー
ロシア貴族を自称するオルガとヴェラ、そしてカラムジン伯爵の3人は金に困り、駐在米国特使としてモナコ入りしたアンドリューとヘレンの夫妻を狙う。早速カラムジンはアンドリューの妻・ヘレンに近づき、ドリーム館へ招待する。その後、彼は夫妻をカジノへ誘い、大金を得た後、ヘレンを自分の屋敷へ呼び、更なる金を要求する。ところが伯爵が手籠めにしたメイドが嫉妬心から伯爵とヘレンを閉じ込め、屋敷に放火する。
ヘレンはアンドリューに助けられた一方、カラムジンは死亡した。

## キャスト
- ヴワディスワフ・セルギウス・カラムジン伯爵 : 自称ロシアの軽騎兵隊大尉、実は詐欺師 ｰ エリッヒ・フォン・シュトロハイム
- ヘレン・ヒューズ ｰ  ヒューズの妻: デュ・ポン
- アンドリュー・J・ヒューズ ｰ モナコ駐在米国特使 : ルドルフ・クリスチャン
- オルガ・ペチニコフ公爵夫人 ｰ カラムジンの従姉妹、自称ロシアの貴族 : モード・ジョージ
- ヴェラ・ペチニコフ王女 ｰ カラムジンの従姉妹、自称ロシアの貴族 : メイ・ブッシュ
- マルシュカ ｰ メイド : デイル・フラー
- 執事パベル・パヴリッチ ｰ アル・エドマンドソン
- チェーザレ・ヴェントゥッチ ｰ 偽札の偽造屋 : チェーザレ・グラヴィーナ
- マリエッタ ｰ チェーザレの娘 : マルヴィナ・ポーロ
- モナコ大公アルベール1世 ｰ C・J・アレン ※バージョンによってはカットされてる

## スタッフ
- 監督 : エリッヒ・フォン・シュトロハイム
- 脚本 : エリッヒ・フォン・シュトロハイム
- 原作 : エリッヒ・フォン・シュトロハイム
- 撮影 : ベン・F・レイノルズ、ウィリアム・ダニエルズ

## 製作
1922年に公開されたこの映画は、当時最も製作費の掛かった映画であり、ユニバーサル・スタジオはハリウッド初の「百万ドル映画」と宣伝した。当初、フォン・ストロハイムは、この映画を6時間から10時間の長さで、2晩にわたって上映する予定だったが、ユニバーサルの幹部がこの案に反対した。スタジオの幹部は、公開前に映画を大幅にカットした。
一年余を費やして完成したというこの映画の製作費は、百十万三千七百三十六ドル三十八セントと公表された。これをユニヴァーサル社長のカール・レムリは、法外な製作費がつぎ込まれていることを宣伝に利用し、全米都市に立て看板を立てて、「フォン・シュトロハイムの『愚なる妻』の製作費は今日まで〇〇万ドルに達した」と書いて完成時まで刻々と数字を書き換え、大いに宣伝した。
ただし後年、シュトロハイムは架空の数字と言い、実際には三十万ないし四十万ドルしかかかっていないと主張した。

## 公開
本作の「センセーショナルな悪評」に拍車をかけたマスコミの過剰な報道により、フォン・シュトロハイムは1920年代初頭の傑出した監督の仲間入りを果たした。

## エピソード
- エリッヒ・フォン・シュトロハイムは徹底した写実主義で、モンテ・カルロの一角を本物そっくりに建てて、道いっぱいに人や車を通したり、夜のイルミネイションを点けて夜間撮影も行った。本物そっくりに作らせたばかりでなく、その通り機能しないと承知しない頑固さで、ホテルのベルまで鳴らないとOKしなかった[2]。
- 撮影を担当したウィリアム・ダニエルズは、後に撮影に13ヶ月を要したのは全くフォン・シュトロハイムの慎重さと、非能率のせいだったと述べている。俳優を演技力で選ばず、タイプで選んだだめに演技的に不満が多く、リハーサルの繰り返しで、いつも時間を潰していた。偽札つくりの娘がカラムジンに襲われるシーンは一晩中かかってもOKにならず、しまいには娘役のマルヴィナ・ポーロは本当にヒステリーになって演技をしたためにやっとOKが出たと述べている[2]。